# Sand in My Boots
Sand in My Boots  è un singolo del cantante country statunitense Morgan Wallen, pubblicato il 23 agosto 2021 come terzo singolo estratto dal secondo album in studio dell'artista Dangerous: The Double Album. La canzone è stata scritta dal cantante country Hardy, Josh Osborne e Ashley Gorley. Il brano è stato prodotto da Joey Moi. 

## Contenuto e accoglienza
Sand in My Boots è una ballata nostalgica incentrata sulla fine di un amore, che descrive i ricordi di un cowboy sfinito, ormai senza più alcuna speranza su quello che sarebbe potuto essere l'amore perfetto, che riversa la sua delusione sull'alcol, ricordando le bevute fatte con quella ragazza.
Bill Dukes, del sito The Taste of Country, ha definito Sand in My Boots come una delle migliori canzoni dell'album.

## Successo commerciale
Nel luglio 2021, Sand in My Boots ha iniziato a essere distribuita nelle radio country. Nella settimana del 4 luglio 2021 la canzone aveva ottenuta 699.000 passaggi radiofonici, debuttando alla posizione 56 della classifica Country Airplay. Il 26 febbraio 2022 la canzone raggiunge la prima posizione della Country Airplay, diventando la quinta numero uno del cantante.

## Classifiche

### Classifiche settimanali
| Classifica (2021-22)        | Posizione |
| --------------------------- | --------- |
| Canada                      | 31        |
| Canada Country              | 1         |
| Global 200                  | 47        |
| Nuova Zelanda               | 2         |
| Stati Uniti                 | 30        |
| Stati Uniti Country Airplay | 1         |
| Stati Uniti Hot Country     | 2         |

### Classifiche di fine anno
| Classifica (2021)             | Posizione |
| ----------------------------- | --------- |
| Stati Uniti Hot Country Songs | 15        |

| Classifica (2022)             | Posizione |
| ----------------------------- | --------- |
| Stati Uniti                   | 58        |
| Stati Uniti Country Airplay   | 14        |
| Stati Uniti Hot Country Songs | 31        |

## Date di pubblicazione
| Paese       | Data           | Formato                     | Etichetta | Nota   |
| ----------- | -------------- | --------------------------- | --------- | ------ |
| Mondo       | 8 gennaio 2021 | Download digitale Streaming | Big Loud  | [ 15 ] |
| Stati Uniti | 23 agosto 2021 | Radio Country               | Big Loud  | [ 16 ] |